# Габріель (фільм)
Габріель — французький фільм 2005 року режисера Патріса Шеро, екранізація оповідання Джозефа Конрада «Повернення».

## Синопсис
Жан Харві та його дружина Габріель відомі серед паризької буржуазії своїми салонами, які вони проводять ввечері щочетверга.
Жан і Габріель живуть комфортним, але впорядкованим життям у добре облаштованому паризькому особняку, яким допомагає свита відданих слуг. Проте їхній шлюб — це більше контракт, ніж стосунки. Жан зізнається глядачам, що любить Габріель, «як колекціонер любить свій найцінніший скарб».
На їхню 10-ту річницю Жан повертається додому, щоб знайти записку від Габріель, в якій вона пише, що протягом години їй залишиться зустрітися з коханим.
Жан витрачає кілька хвилин на перетравлення змісту нотатки. Однак невдовзі Габріель повертається, і Жан і Габріель розмірковують про свій шлюб до кінця фільму.

## Прем'єрний показ
Прем'єрний пока фільму відбувся в Сполучених Штатах Америки 14 липня 2006 року в кінотеатрах Lincoln Plaza Cinemas і IFC Center на Манхеттені. В ці вихідні він також був доступний багатьом абонентам домашнього кабельного телебачення по всій території США через відео на вимогу через IFC. Наступні дати прем'єрних показів - 28 липня 2006 року в Бостоні та 4 серпня 2006 року в Лос-Анджелесі .

## У ролях
- Ізабель Юппер — Габріель Герві
- Паскаль Греґорі — Жан Герві
- Клаудія Колі — Івонна, покоївка Габріель
- Шанталь Нойвірт у ролі Мадлен
- Тьєррі Гансісс як головний редактор фінансового видання Жана
- Жанна Геррі в ролі покоївки
- Раїна Кабаїванська як співачка та піаністка

## Критика
На агрегаторі оглядів Rotten Tomatoes Габріель має рейтинг схвалення 74% на основі 54 оглядів і середній рейтинг 6,7/10. Його консенсус гласить: «Вишукана інтерпретація Патріса Шеро «Повернення» Джозефа Конрада виводить на поверхню глибинні пристрасті в довгостраждальному шлюбі».  На Metacritic фільм має середньозважену оцінку 79 зі 100 на основі 20 критиків, що вказує на «Загалом схвальні відгуки».  Габріель був поміщений в 89 на Slant Magazine кращих фільмів ' 2000 - х років. 

## Визнання
- Премія Сезар 2006 року
  - Перемога: найкращий дизайн костюмів (Каролін де Вівез)
  - Перемога: найкращий дизайн-постановник (Олів'є Радо)
  - Номінація: Найкраща жіноча роль – головна роль (Ізабель Юппер)
  - Номінація: найкраща операторська робота (Ерік Готьє)
  - Номінація: найкращий звук (Олів'є До Хю, Бенуа Гіллебрант і Гійом Шьяма)
  - Номінація: найкращий сценарій – адаптація (Патріс Шеро та Анн-Луїза Тривідік)
- 2005 Венеціанський кінофестиваль
  - Номінація: Золотий лев (Патріс Шеро)

## Зовнішні посилання
- Габріель на сайті IMDb (англ.)
- Dargis, Manohla (14 липня 2006). For a Couple at Belle Époque's Close, It's Getting Brutal. The New York Times. с. B8. Архів оригіналу за 31 липня 2010. Процитовано 25 листопада 2021.
- Elley, Derek (6 вересня 2005). Gabrielle. Variety. Архів оригіналу за 25 листопада 2021. Процитовано 25 листопада 2021.